# Illuminometro

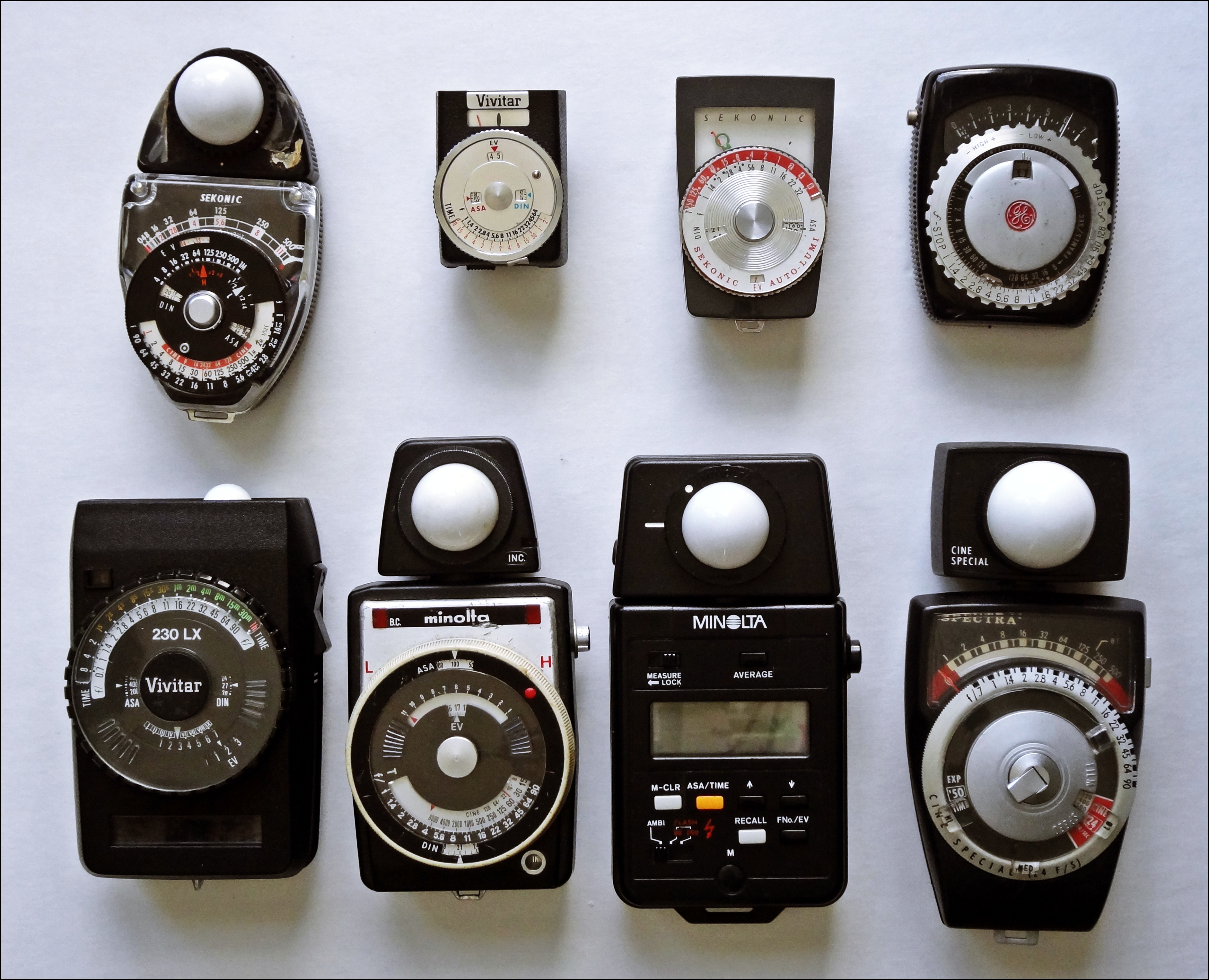
Esempi di illuminometri

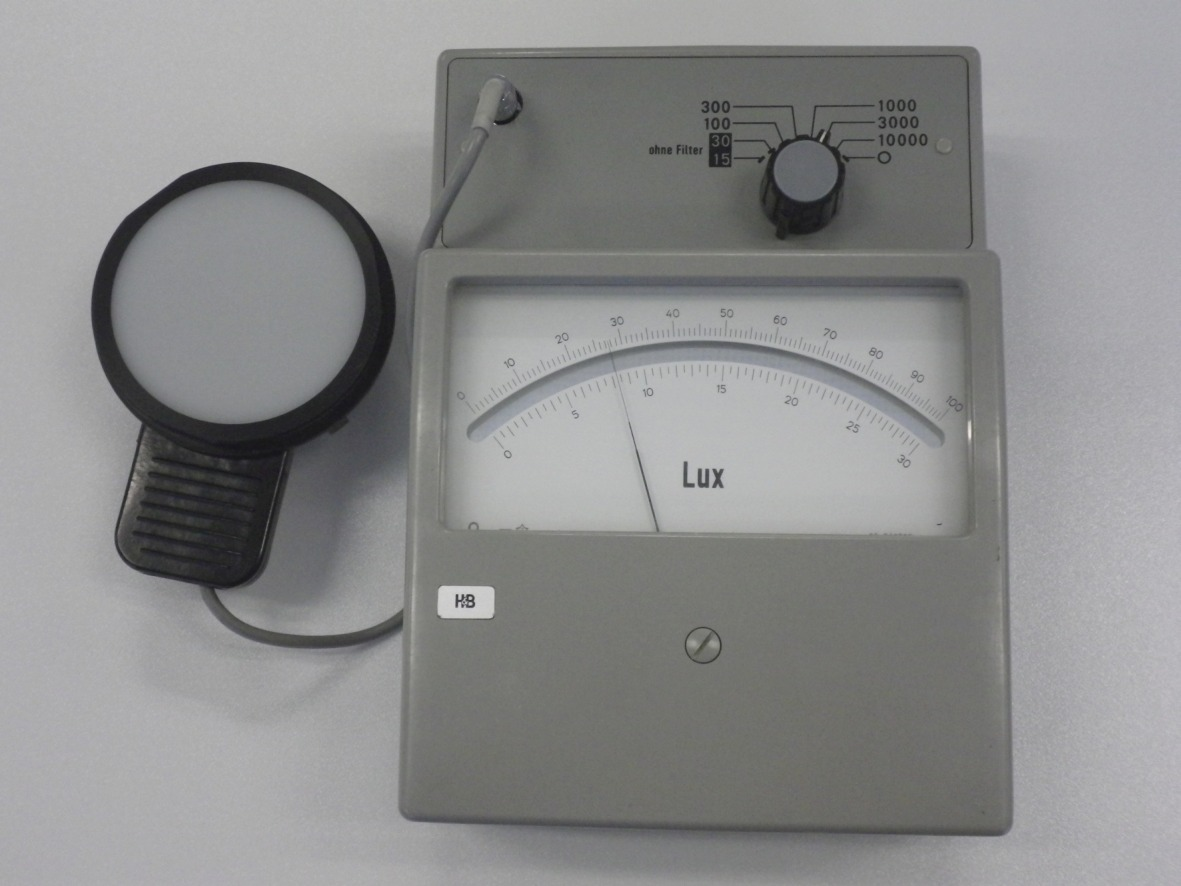
Esempio di luxmetro analogico (si noti l'indicazione dell'unità di misura "Lux" accanto alla scala dello strumento

Un illuminometro è uno strumento di misura dell'illuminamento prodotto da una sorgente luminosa. Nel caso in cui la scala dello strumento sia tarata in lux, si parla più specificatamente di luxmetro.

## Descrizione
Un illuminometro è composto di solito da una parte fissa (detta "corpo strumento") e una mobile che contiene il sensore vero e proprio, costituito generalmente da un trasduttore, detto "fotorivelatore" (ad esempio una cella fotovoltaica o altre celle fotoelettriche) che sotto l'effetto dell'energia luminosa reagisce provocando una corrente elettrica (effetto fotoelettrico) che viene rilevata da un amperometro, un voltmetro o altro strumento simile (ad esempio un galvanometro o un multimetro). Il fotorivelatore è fornito di filtri che permettono di approssimare la sua curva spettrale di risposta alla curva di visibilità dell'occhio umano. Questo tipo di illuminometro è chiamato "illuminometro oggettivo, fisico o indiretto".
Un illuminometro soggettivo è invece dotato di una lampada che produce un illuminamento noto e regolabile, che l'utilizzatore deve confrontare a occhio (quindi in maniera soggettiva) con l'illuminamento oggetto della misurazione, essendo entrambi gli illuminamenti prodotti sulla stessa superficie.

## Applicazioni
L'illuminometro può essere utilizzato per molteplici applicazioni, tra cui:
- verifica dei livelli di illuminamento degli ambienti e sui luoghi di lavoro
- in fotografia, misurazione dell'illuminamento della superficie o oggetto che si intende fotografare, e quindi il tempo di posa richiesto, rispetto alle caratteristiche della pellicola; l'illuminometro utilizzato per tali applicazioni prende il nome di "esposimetro".[2]
- nell'ambito della ricerca, un esempio di applicazione è la misurazione della quantità di luce che illumina le piante.

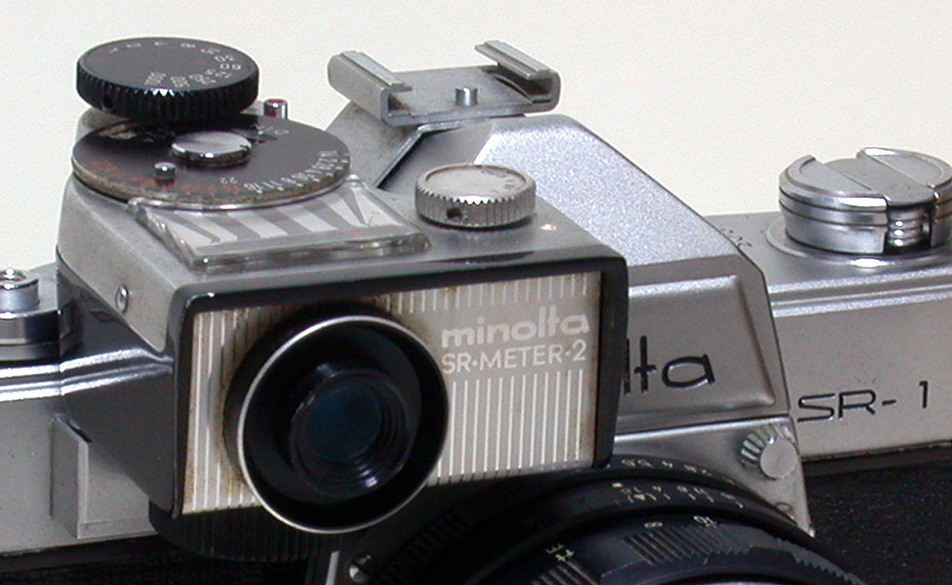
Esempio di illuminometro (esposimetro) installato su una fotocamera
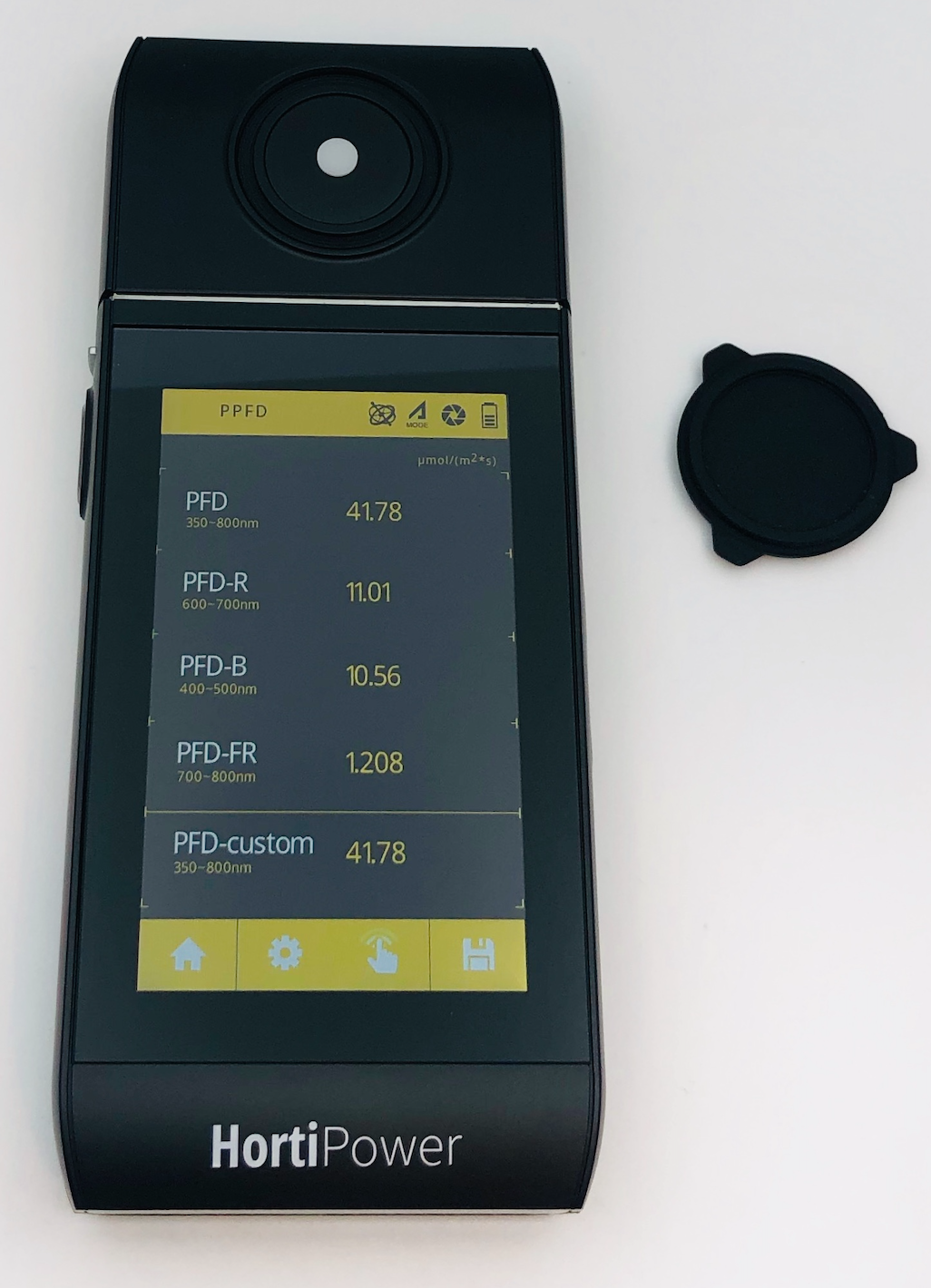
Esempio di illuminometro per misurare la densità del flusso fotonico (quantità di luce che illumina le piante).
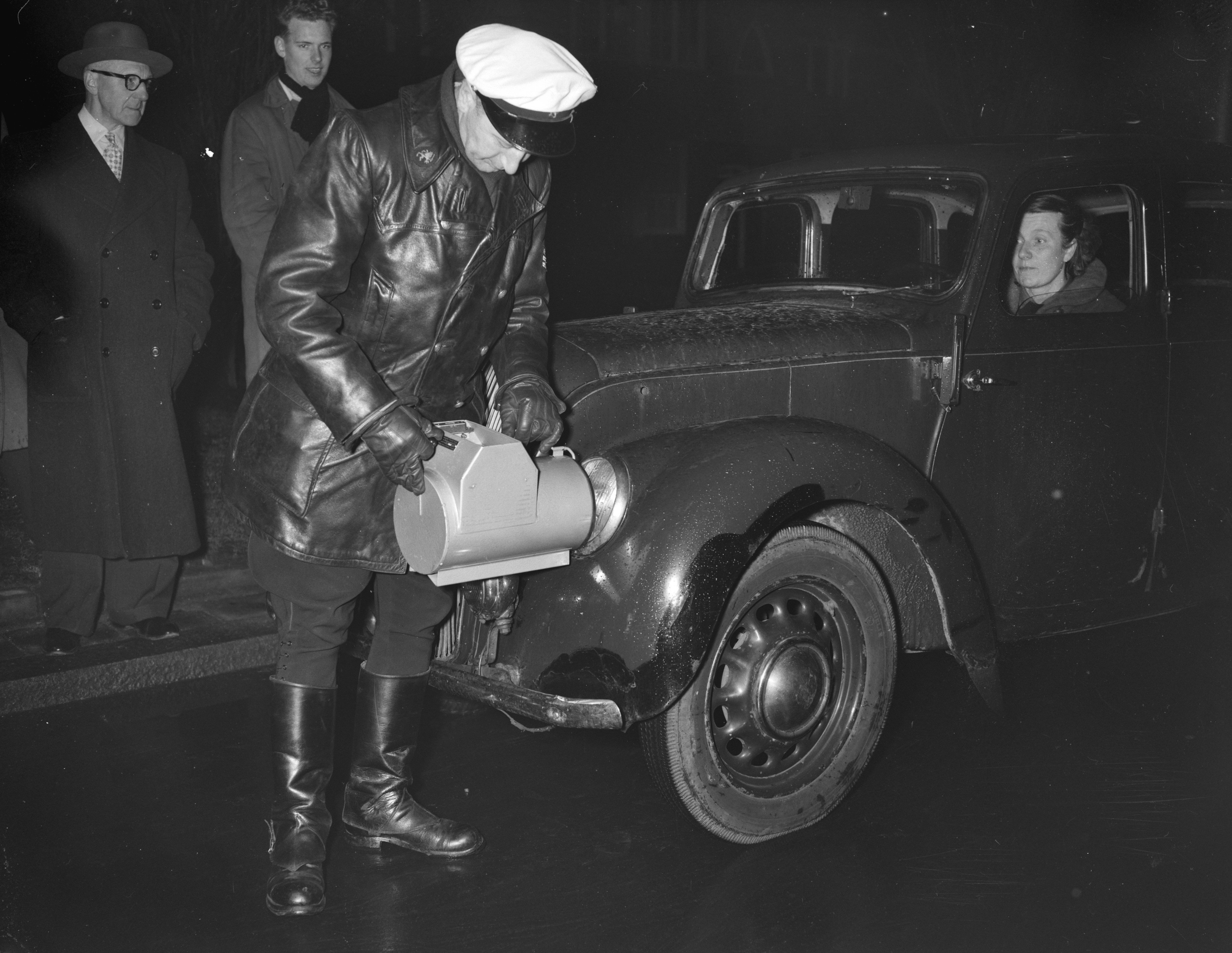
Utilizzo di un illuminometro per verificare l'illuminamento di un faro di un autoveicolo